# Deutsche Skorpionsfliege
Die Deutsche Skorpionsfliege (Panorpa germanica) ist eine Schnabelfliegenart, deren Männchen über ein deutlich verdicktes Genitalsegment am Hinterleibsende verfügen, das an den Stachel eines Skorpions erinnert. Daraus leitet sich der deutsche Name dieser Art und der ganzen Familie der Skorpionsfliegen (Panorpidae) ab.

## Körperbau

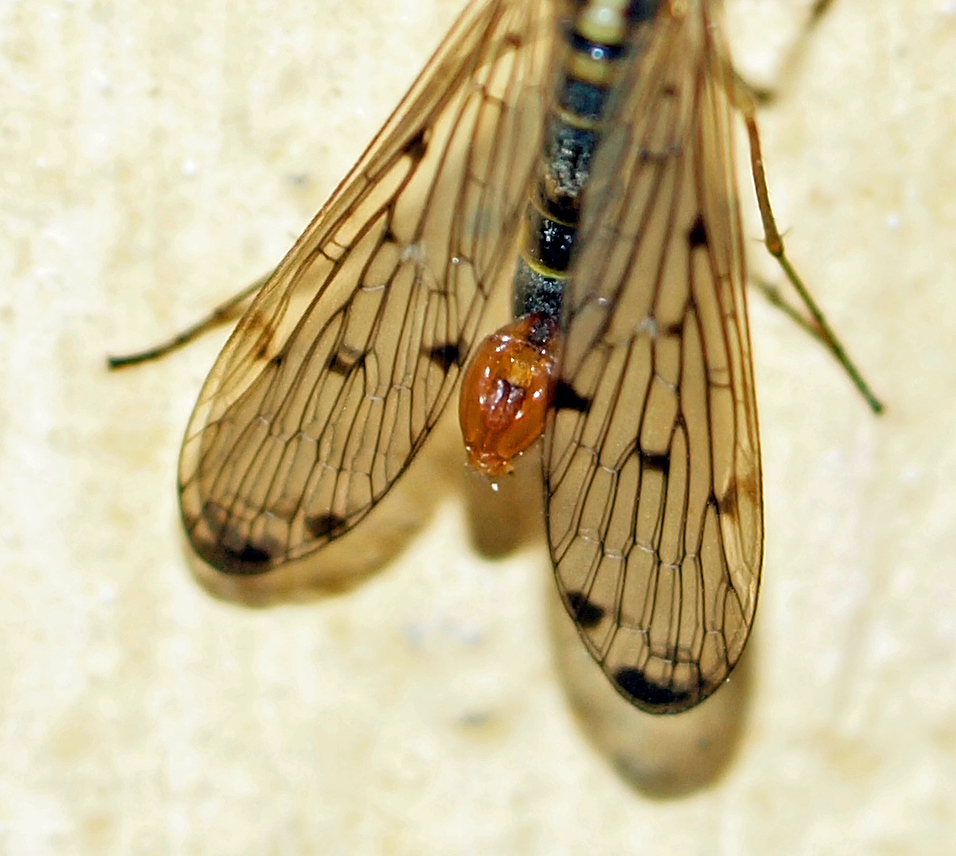
Panorpa germanica, ♂ Flügelzeichnung und Details des Hinterleibs

Die vier Flügel der Deutschen Skorpionsfliege sind netzartig geädert, dunkel gefleckt und haben eine Spannweite von 25 bis 35 mm. Im Gegensatz zur Gemeinen Skorpionsfliege (Panorpa communis) zeigen die Hinterflügel keine durchgehende schwarze Binde. Die Mundwerkzeuge sind schnabelartig verlängert. Die letzten Hinterleibssegmente sind bei beiden Geschlechtern orangerot. In der Form weisen sie hingegen einen ausgeprägten Sexualdimorphismus auf. Bei den Weibchen ist dieser Körperteil eine leicht nach oben gebogene Legeröhre, während die Männchen über ein stark nach oben gekrümmtes, zangenartiges Begattungsorgan verfügen, das an den Stachel eines Skorpions erinnert. Im Gegensatz zur Gemeinen Skorpionsfliege (Panorpa communis), bei der die Hinterleibsanhänge der Männchen greifzangenartig sind, sind die Hinterleibsanhänge der Männchen der Deutschen Skorpionsfliege parallel. Außerdem zeigt das dritte Hinterleibssegment der Männchen von P. germanica einen auffälligen Buckel. Die vorderen Hinterleibssegmente sind schwarzgelb. Das letzte Fußglied hat zwei gezähnte Krallen. Die Deutschen Skorpionsfliegen sind etwas kleiner als die Gemeinen Skorpionsfliegen und haben eine Körperlänge bis zu 20 mm.
Die schwarzen Larven der Deutschen Skorpionsfliege sehen Schmetterlingsraupen ähnlich.

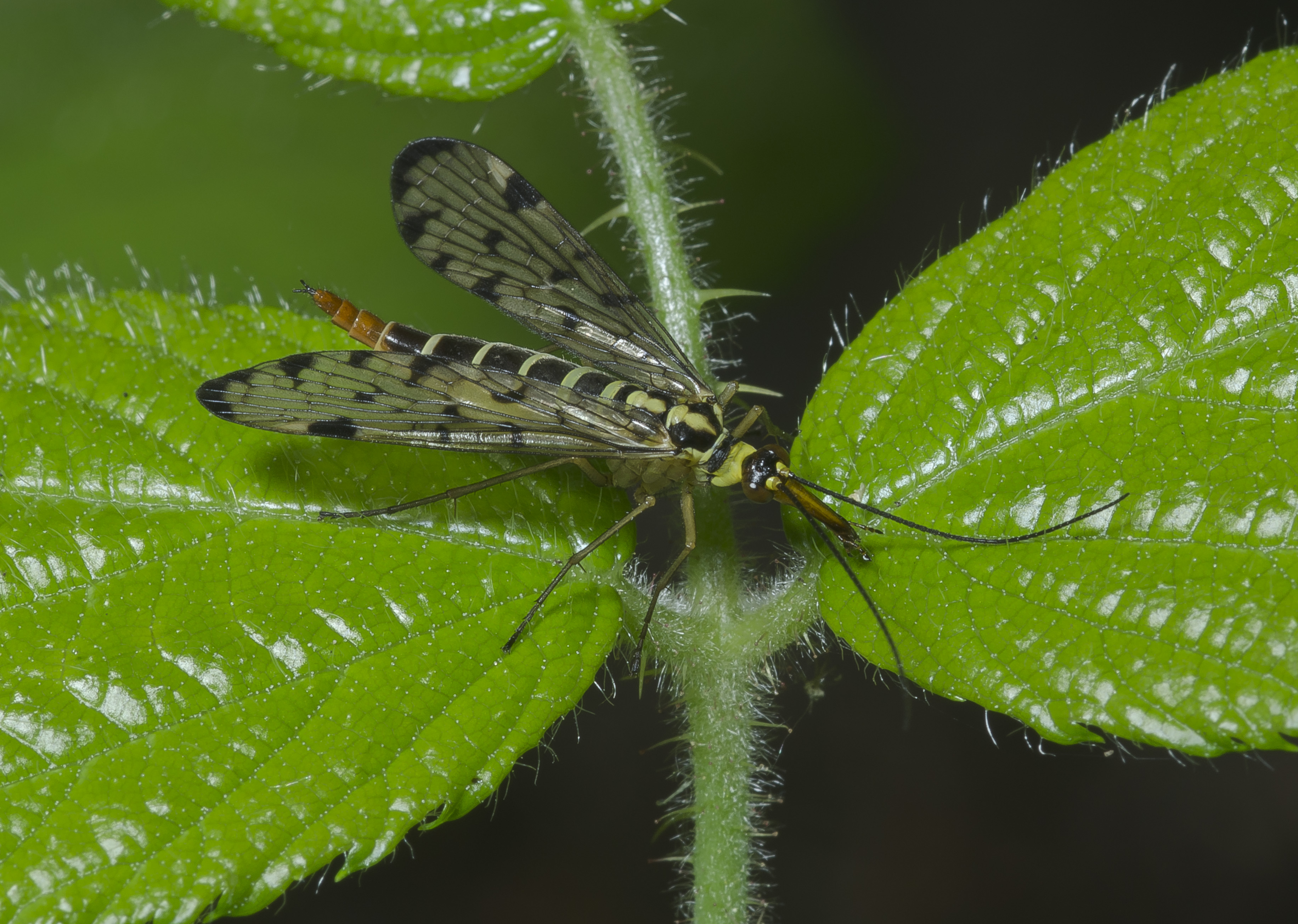
Panorpa germanica, w

## Lebensweise
Als Habitate bevorzugt die Deutsche Skorpionsfliege mäßig feuchte, schattige Lebensräume mit milderen mikroklimatischen Bedingungen als die Gemeine Skorpionsfliege. Sie ist häufig in Fichtenbeständen und Laubmischwäldern zu finden, aber auch in Au-Bereichen, Bachgräben und Waldrändern.
Die Deutsche Skorpionsfliege ernährt sich von toten oder geschwächten Insekten, ihre Larven ernähren sich von abgestorbenen Pflanzen. In Mitteleuropa kommen in Tallagen zwei Imaginalgenerationen vor, die Flugzeit der ersten Generation beginnt Mitte April, die Flugzeit der zweiten Generation beginnt Anfang Juli. Während in der Wintergeneration das dritte Larvenstadium (Vorpuppenstadium) 8 Monate dauert, beträgt es bei der Sommergeneration nur 2 Wochen.

## Fortpflanzung
Um die Weibchen anzulocken, balzen die Männchen mit in die Höhe gestrecktem Genitalsegment, spreizen die Flügel und fächeln regelmäßig mit den Flügeln. Dabei wird ein flüchtiges Pheromon freigesetzt, das die beiden Aldehyde (2E,6Z)-Nona-2,6-dienal und (E)-Non-2-enal enthält. Durch das regelmäßige Fächeln mit den Flügeln wird das Pheromon verteilt. Die beiden Substanzen werden von Menschen als Duft nach frisch geschnittenen Gurken wahrgenommen.
Das Balzen der Männchen erfolgt nur in wenigen Stunden vor dem Sonnenuntergang und eine Stunde danach. Weibchen, die sich einem balzenden Männchen nähern, zeigen ihr Interesse durch Flügelschlagen und Wippen des Hinterleibs. Bevor es zur Paarung kommt, überreicht das Männchen dem Weibchen ein Speicheltröpfchen als „Hochzeitsgeschenk“. Während Männchen polygam sind, paaren sich Weibchen nur ein- bis zweimal in ihrem Leben. Es wird angenommen, dass die Weibchen eine gezielte Auswahl aufgrund des freigesetzten Pheromons treffen.

## Systematik und Verbreitung
Die Deutsche Skorpionsfliege ist praktisch in ganz Europa verbreitet (aus einigen Ländern liegen allerdings keine Daten vor). Auf dem Balkan (als eiszeitliches Rückzugsgebiet) haben sich eine Reihe von Unterarten entwickelt:
- Panorpa germanica ssp. germanica: Vorkommen in ganz Europa
- Panorpa germanica ssp. euboica: Griechenland
- Panorpa germanica ssp. gibberosa: Serbien
- Panorpa germanica ssp. graeca: Griechenland
- Panorpa germanica ssp. riegeri: Bosnien und Herzegowina
- Panorpa germanica ssp. rumelia: Bulgarien, Griechenland
- Panorpa germanica ssp. titschaki: Griechenland, Mazedonien